# Szfaksz
Szfaksz (nyugati alakban Sfax, klasszikus arab ejtés alapján Szafákisz, arabul: صفاقس [Ṣafāqis]) város Tunéziában, Szfaksz kormányzóság székhelye. A főváros, Tunisz után az ország második legnépesebb városa.

## Fekvése
Tunisztól 270 km-rel délkeletre fekvő település.

## Története
A 849-ben  Taparura és Thaenae romjain alapított település Szfaksz kormányzóság székhelye, illetve a Gabèsi-öböl egyik fontos kikötőhelye. A középkori Szfaksz már a 10. században Itália egyik nagyobb olívaolaj szállítója volt, már ekkor híresek voltak egyes kelméi és halászata is. 1095-től 1099-ig a hilali törzsek pusztításai után egy rövid életű miniállamot is létrehoztak a szfaksziak.
Szfaksz népessége napjainkban hozzávetőlegesen 340 000 fő (2005). Az országban bányászott foszfátot feldolgozó ipari központ. Sokszor nevezik Tunézia „második városának”, mivel népességben csak a főváros, Tunisz előzi meg.
Szfax kikötőjéből érhetők el a vele szemben fekvő Kerkenna-szigetek.

## Medina
Medina Szfaksz óvárosa, mely a kikötő és a pályaudvar közé esik. A Medinát körbefogó bástyafal (600x400 m) számos kiszögellésével, tornyával és felhajtórámpájával eredetileg vályogból épült még a 9. században. Később kővel építették át, meghagyva az eredeti vályog miatt szükséges dőlésszöget, ezért a bástyafal és a számtalan torony a megszokottnál döntöttebbnek tűnik.
- Bab Diwan – a bástyafalakkal körbeépített óváros főbejárata, mely a déli oldalon, a pályaudvartól kb. 300 méter távolságra fekszik. A régi, egyszerű szögletes kaput 1306-ban építették és azóta legalább ötször renoválták, utoljára a második világháború után. A szomszédos őrtorony is hasonló korú, de azt utoljára a 17. században újították fel. A kapu melletti árkád három tágas íve a második világháború utáni építmény.
- Nagymecset – a Bad Diwanon, a főbejáraton áthaladva érhető el. Eredetije 850 körül épült, majd a 10–11. században és a török időkben is átépítették. Szögletes minaretje viszonylag alacsony és a csökkenő méretű egymásra állított kockák a kairuáni mecset stílusát idézik. A mecset mögötti óvárosi negyed a szuk és a piac.
- Dar Jallouli-ház – ez nyújt otthont a népművészet körzeti múzeuma gyűjteményének. A ház maga tipikus 17. századi polgári otthon, amin keresztül a korabeli átlagos építészeti igényeket tükrözi. A benne elhelyezett gyűjtemény az arab családok használati tárgyairól, életmódjáról tudósít.
- Bab Chargui – ezen a kapun hagyható el az óváros az állomás irányában.

## Nevezetességek
- Medina (óváros)
- Városháza – földszintjén kapott helyet a régészeti múzeum, melynek gyűjteménye zömében a közeli Thaenae lelőhelyről származik. A gyűjtemény zömét mozaikok adják. A kiállított mozaiktablók témaválasztása: Ókeanosz isten portréja, Medúza-fej, Bacchus diadala, vadászjelenet, tengeri halak, stb. A kiállítás anyagából figyelemreméltó néhány ókori üvegtárgy is, mint pl. a parfümös fiolák, halotti urnák és más butéliák. A múzeum érdekessége még a II. sz. teremben kiállított mozaikkal borított ókeresztény sír, valamint a III. sz. terem festett 3. századi síremléke egyik oldalán egy bikaviadalos jelenettel.
- Habib Burgiba elnök lovasszobra – a Városháza előtti téren áll.

## Éghajlata
| Hónap | Jan. | Feb. | Már. | Ápr. | Máj. | Jún. | Júl. | Aug. | Szep. | Okt. | Nov. | Dec. | Év   |
| --- | ---- | ---- | ---- | ---- | ---- | ---- | ---- | ---- | ----- | ---- | ---- | ---- | ---- |
| Rekord max. hőmérséklet (°C)                                                                                                | 26,8 | 32,7 | 36,9 | 37,2 | 41,3 | 47,8 | 47,2 | 46,8 | 43,5  | 38,2 | 34,5 | 28,6 | 47,8 |
| Átlagos max. hőmérséklet (°C)                                                                                               | 17,1 | 18,1 | 20,2 | 22,5 | 26,0 | 29,9 | 32,7 | 33,2 | 30,5  | 27,1 | 22,3 | 18,2 | 24,9 |
| Átlagos min. hőmérséklet (°C)                                                                                               | 6,4  | 7,0  | 9,3  | 12,0 | 15,7 | 19,2 | 21,6 | 22,8 | 21,1  | 17,6 | 11,8 | 7,8  | 14,4 |
| Rekord min. hőmérséklet (°C)                                                                                                | −2,3 | −1,2 | −1,0 | 2,0  | 6,1  | 10,6 | 13,6 | 13,2 | 11,2  | 5,2  | 2,0  | −1,0 | −2,3 |
| Átl. csapadékmennyiség (mm)                                                                                                 | 30   | 14   | 22   | 19   | 13   | 4    | 1    | 4    | 25    | 37   | 25   | 29   | 223  |
| Havi napsütéses órák száma                                                                                                  | 198  | 202  | 239  | 258  | 310  | 333  | 378  | 347  | 273   | 242  | 210  | 195  | 3185 |
| Forrás: Institut National de la Météorologie (precipitation days/humidity/sun 1961–1990), NOAA (humidity and sun 1961–1990) |      |      |      |      |      |      |      |      |       |      |      |      |      |

| Jan           | Feb           | Mar           | Apr           | Maj           | Jun           | Jul           | Aug           | Sep           | Oct           | Nov           | Dec           |
| ------------- | ------------- | ------------- | ------------- | ------------- | ------------- | ------------- | ------------- | ------------- | ------------- | ------------- | ------------- |
| 16 °C (61 °F) | 15 °C (59 °F) | 15 °C (59 °F) | 17 °C (63 °F) | 19 °C (66 °F) | 22 °C (72 °F) | 26 °C (79 °F) | 28 °C (82 °F) | 27 °C (81 °F) | 25 °C (77 °F) | 22 °C (72 °F) | 18 °C (64 °F) |

## Galéria

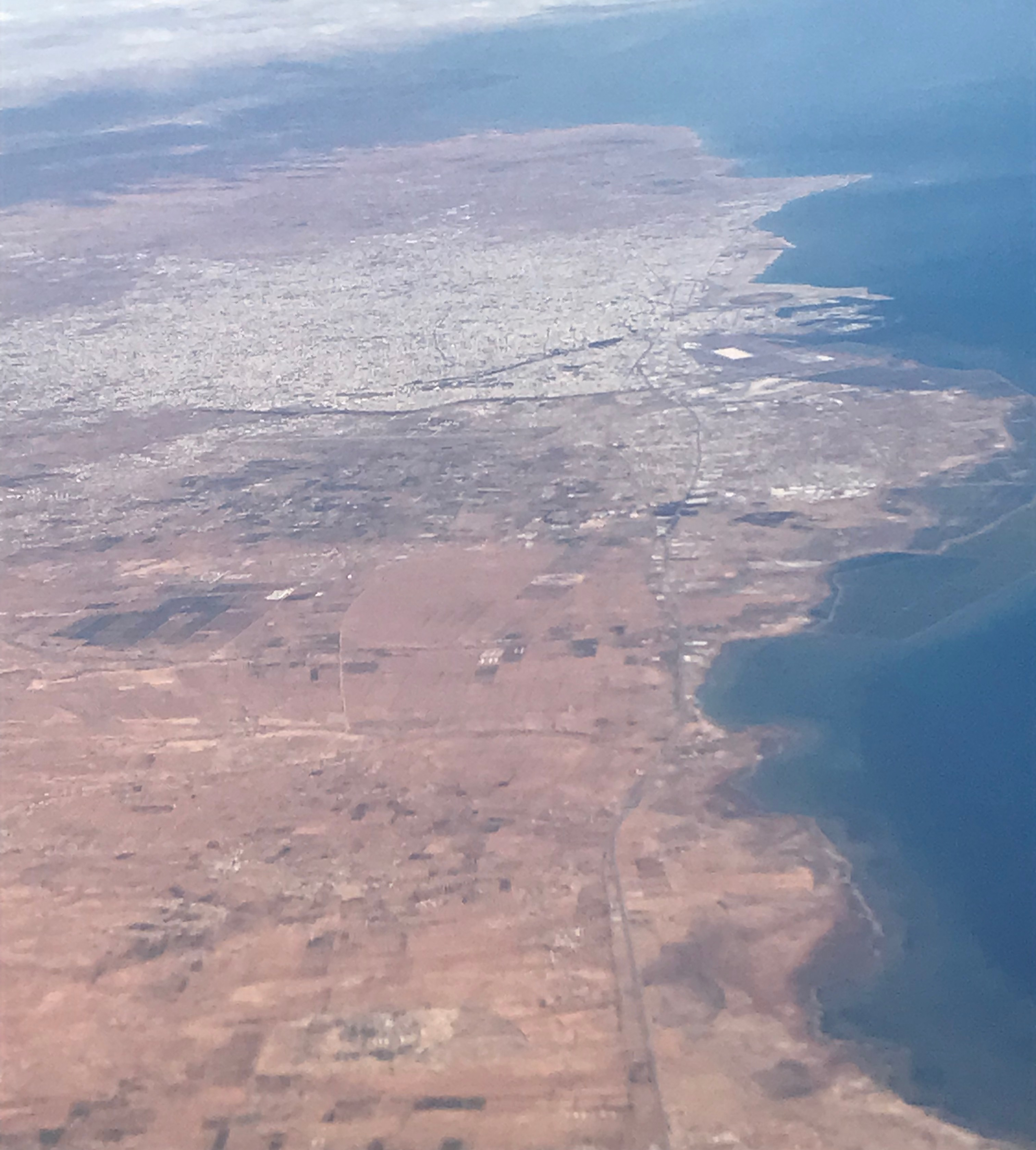
A város légifelvételről
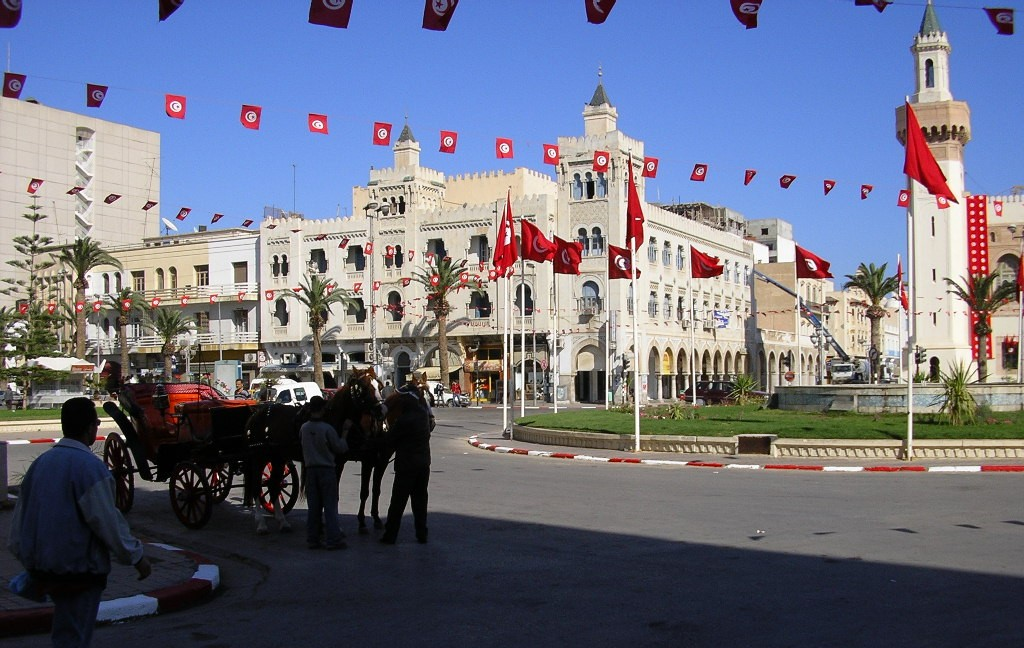
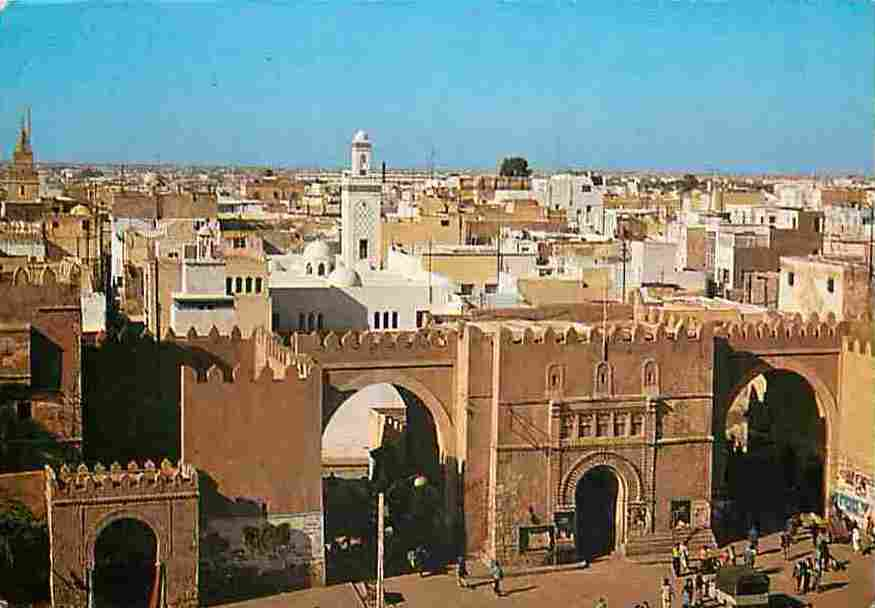
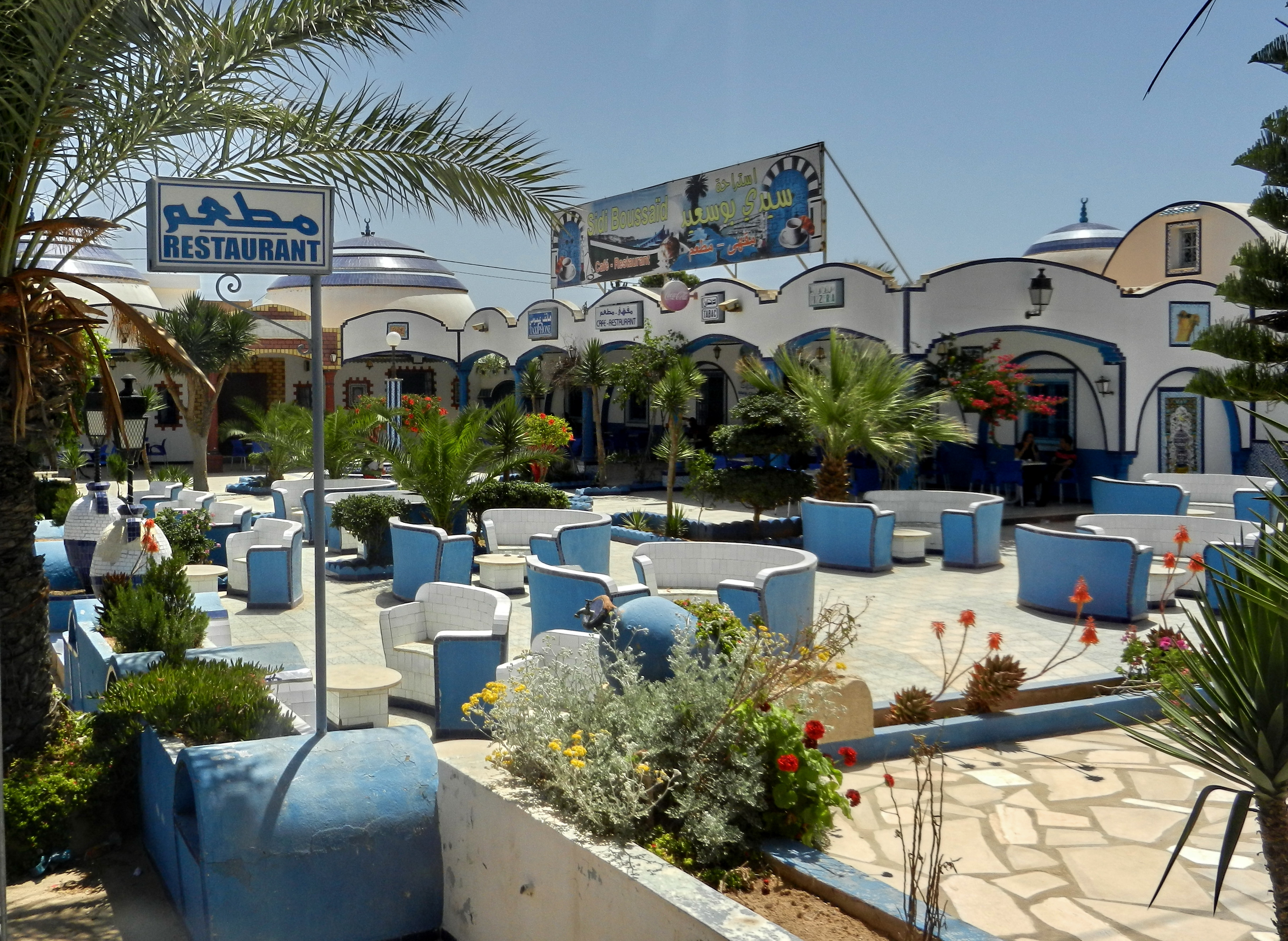
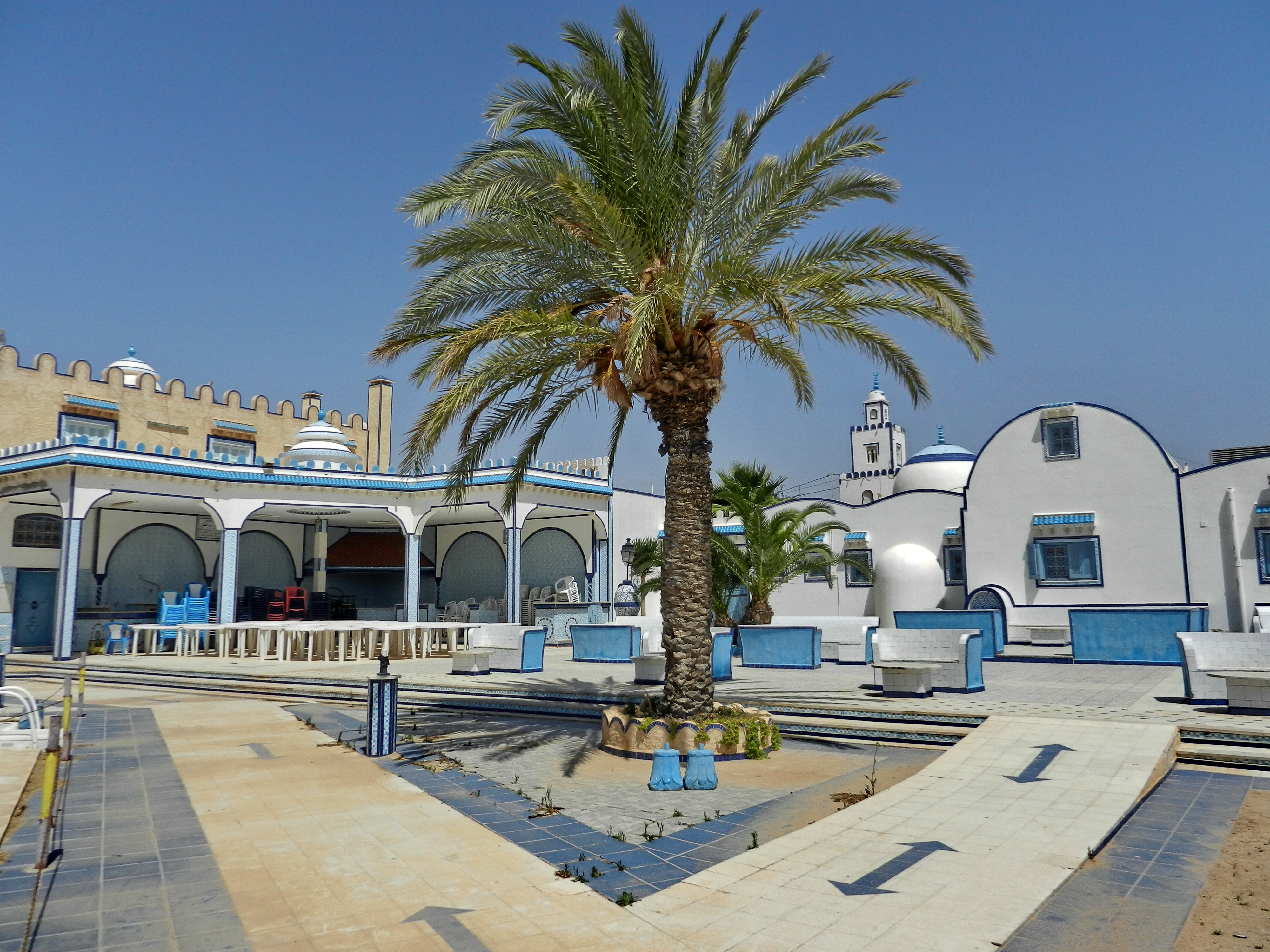
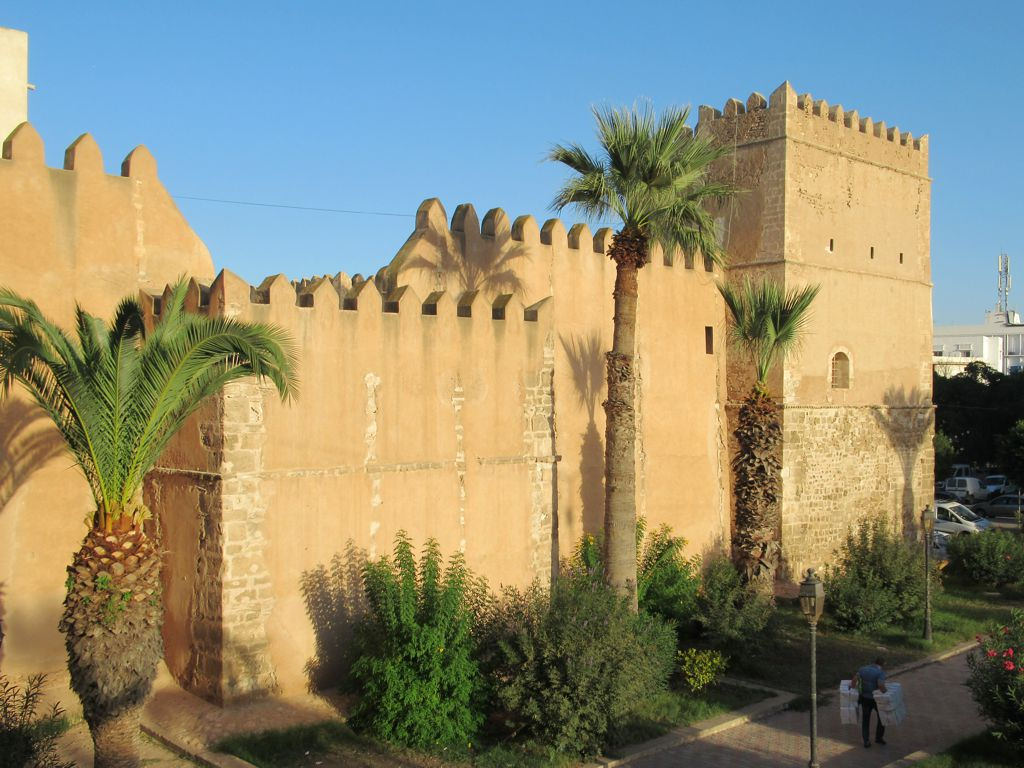
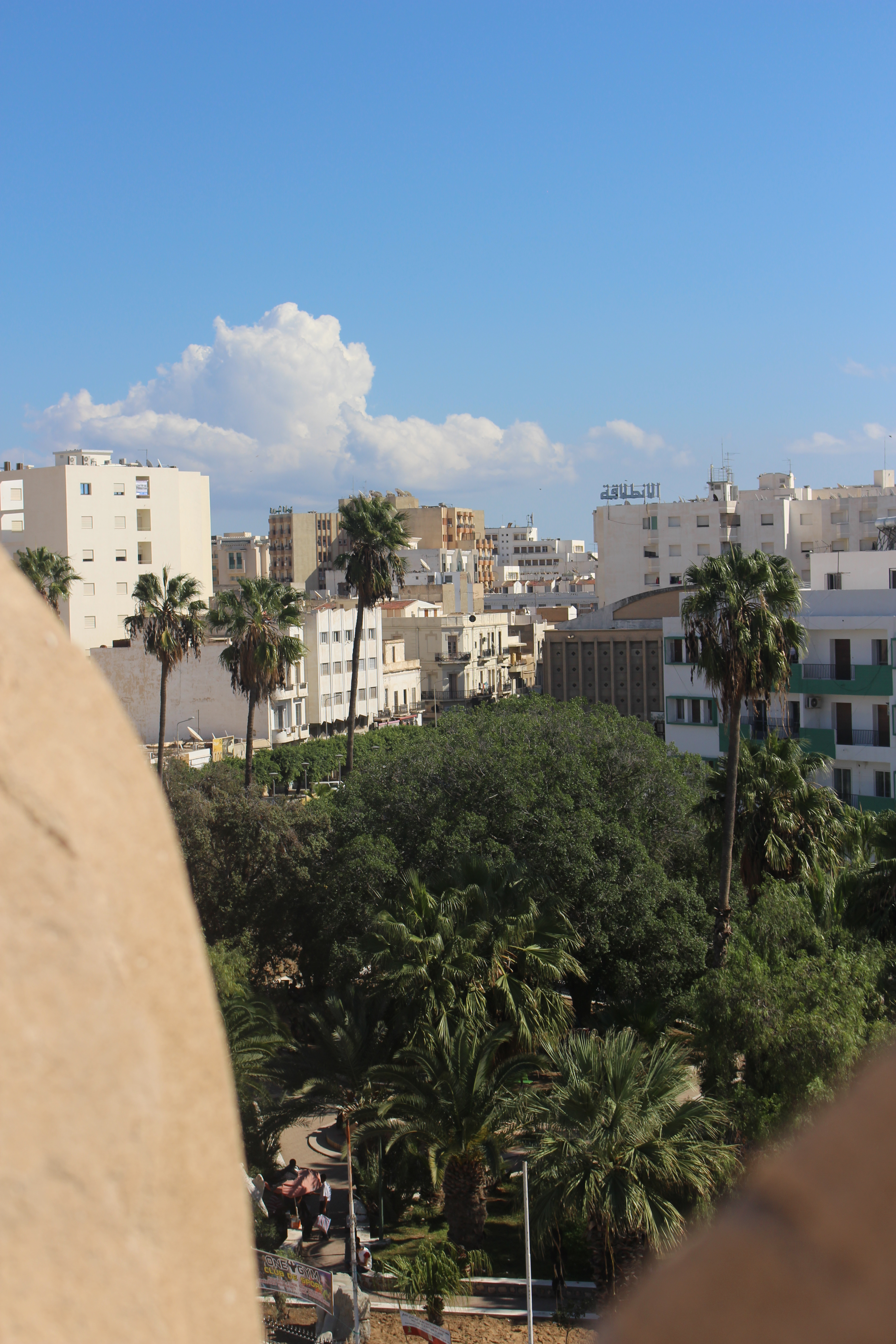
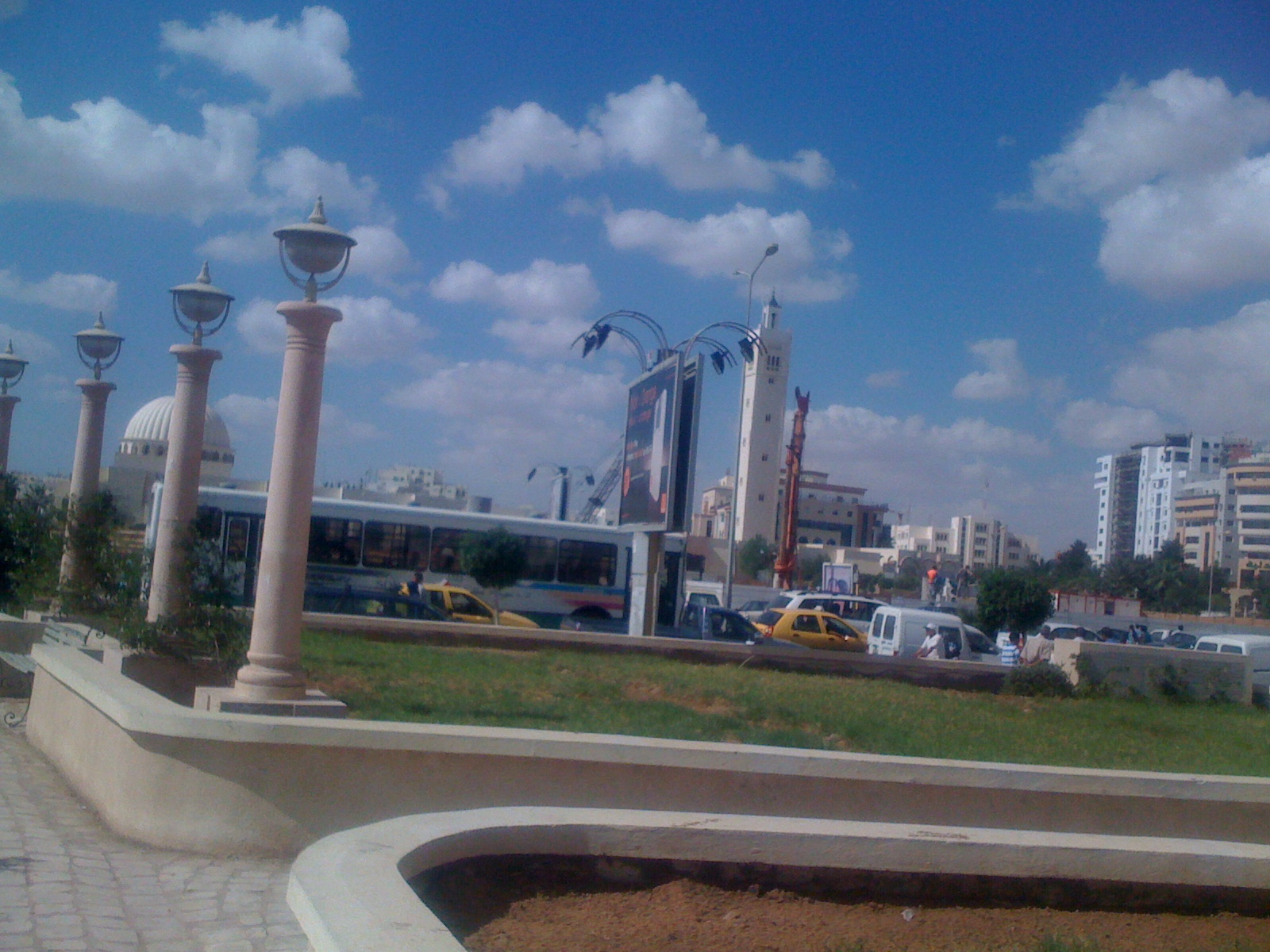
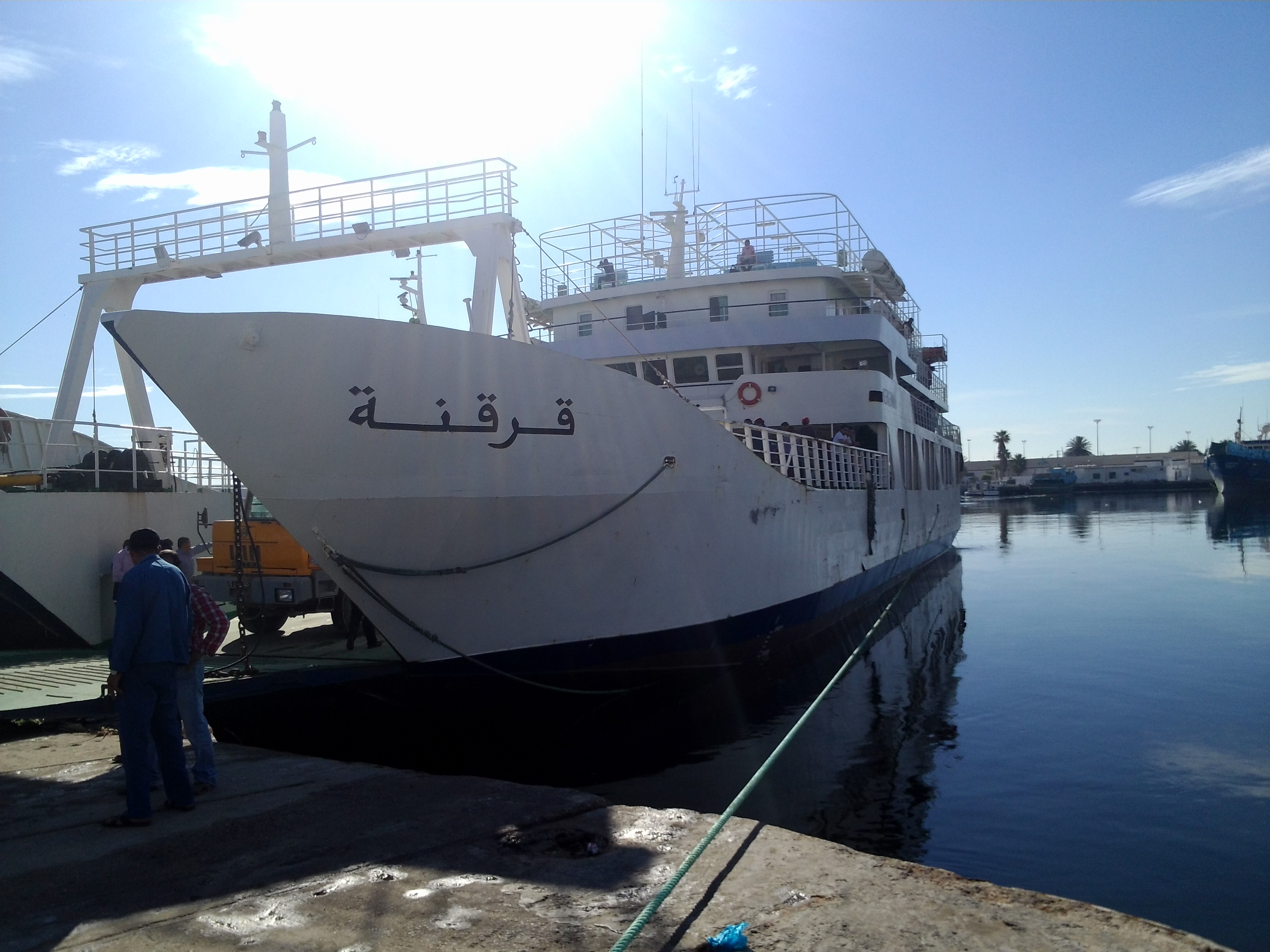
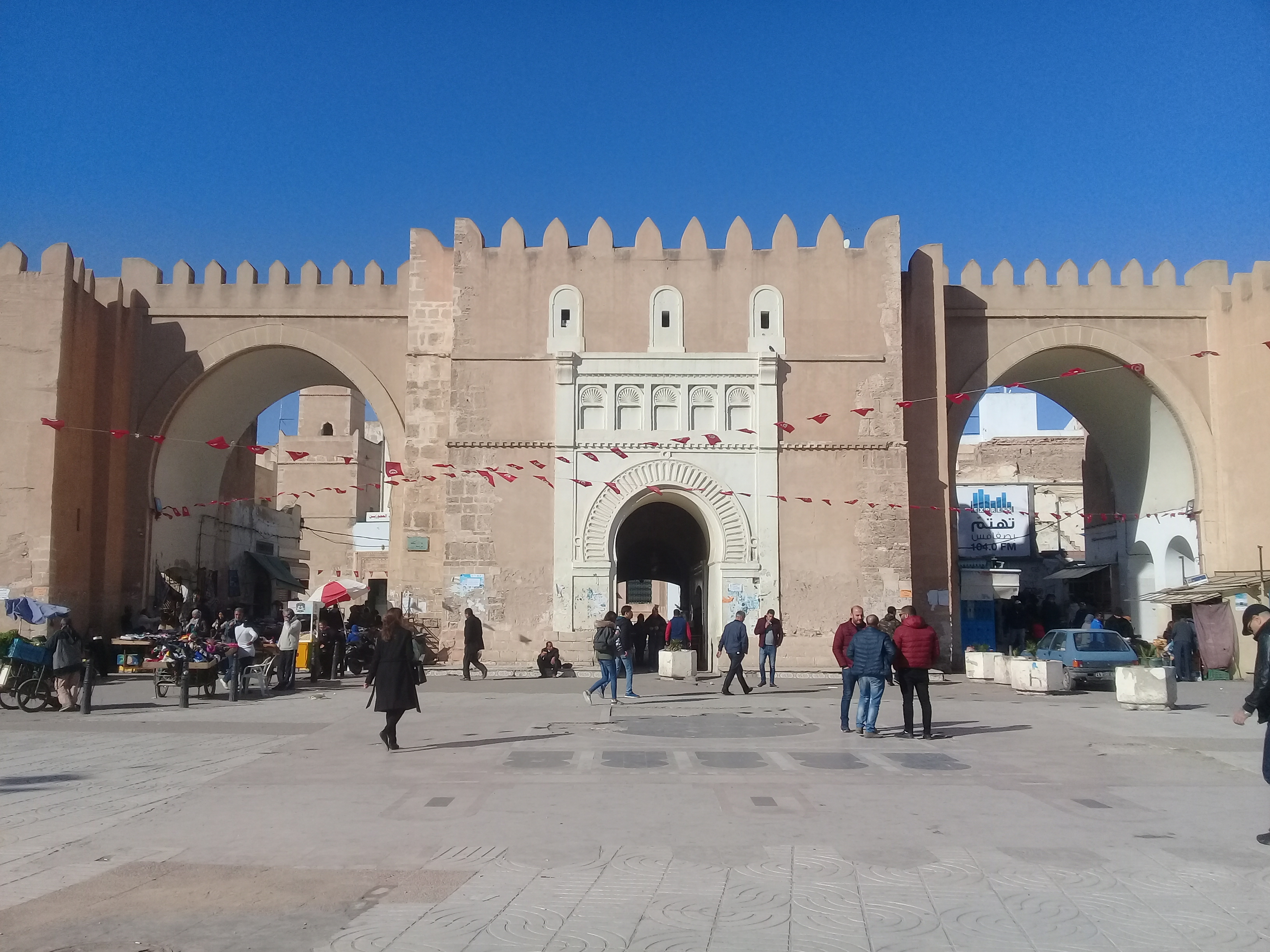
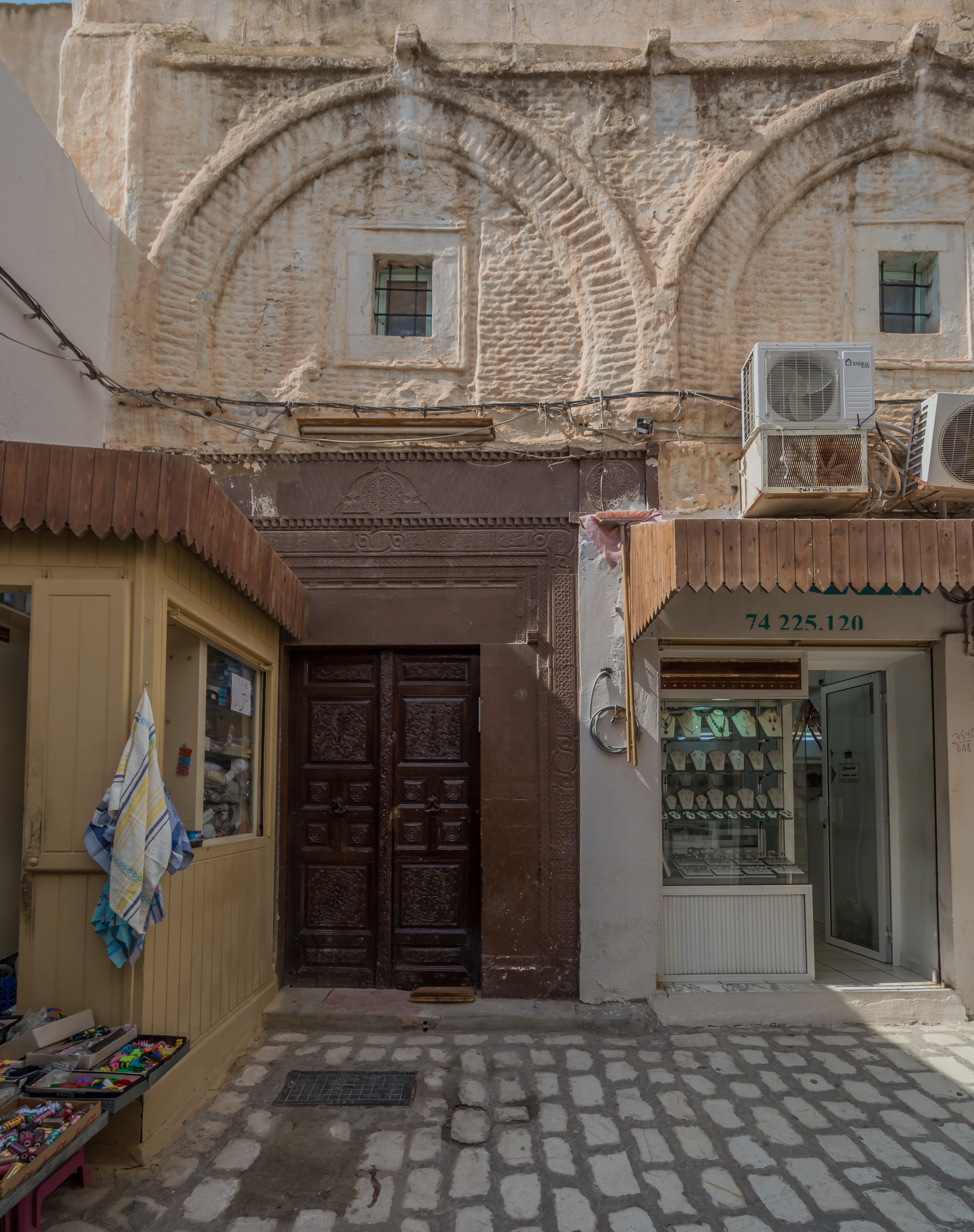
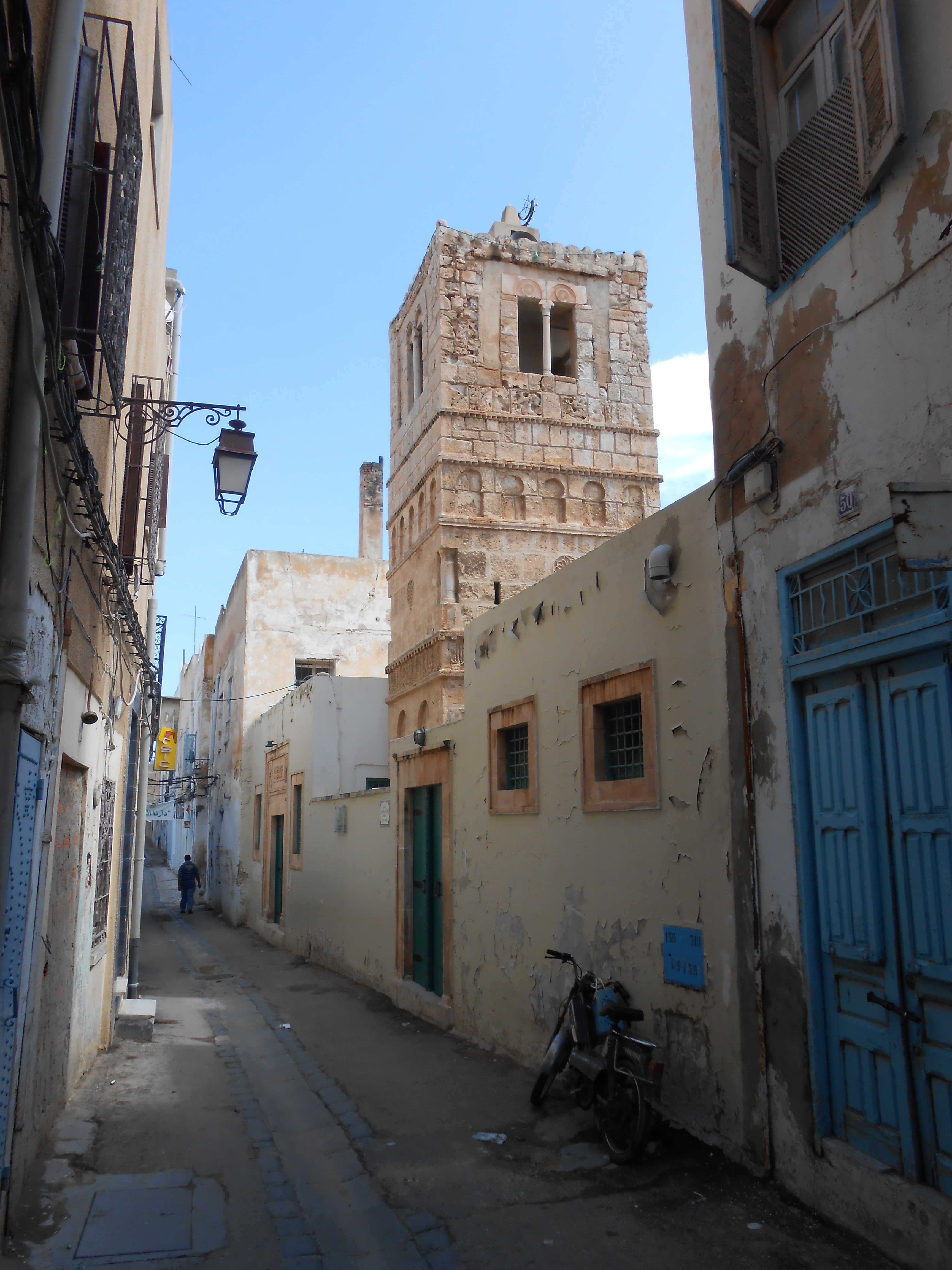
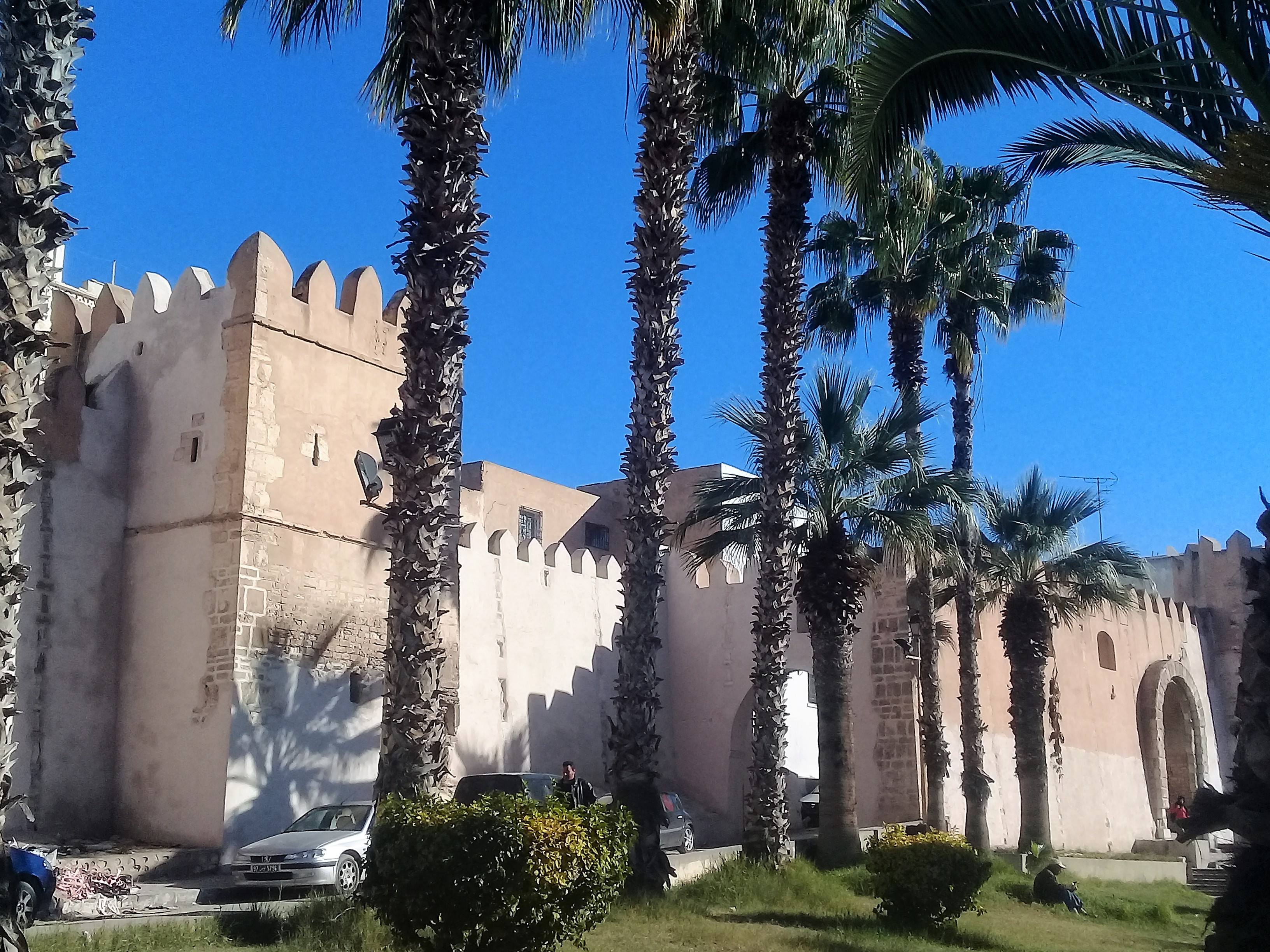
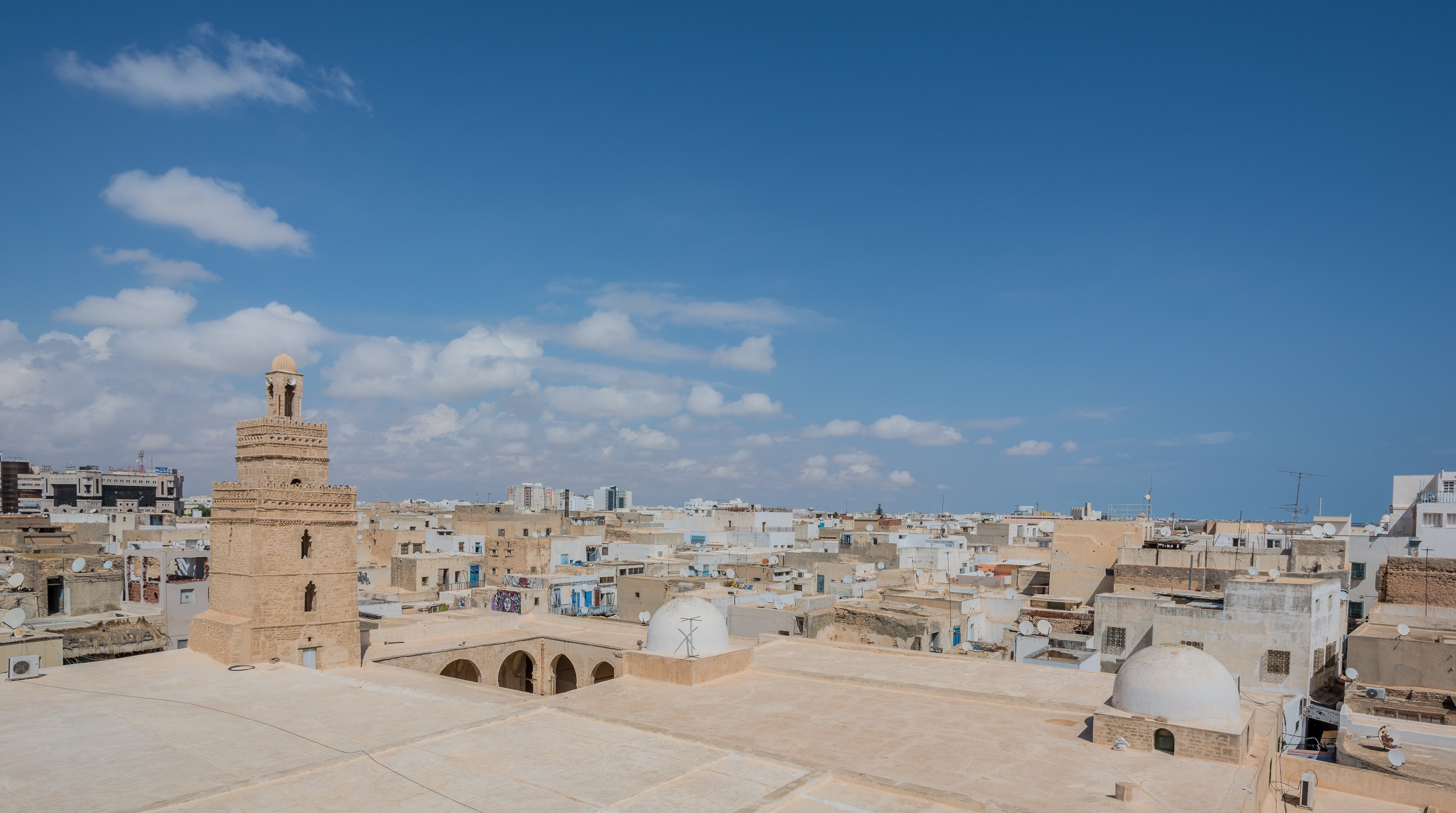